# Lobocleta muscilineata
Lobocleta muscilineata är en fjärilsart som beskrevs av Paul Dognin 1906. Lobocleta muscilineata ingår i släktet Lobocleta och familjen mätare. Inga underarter finns listade i Catalogue of Life.